# أ. شاين ماسي
أ. شاين ماسي هو سياسي أمريكي، ولد في 28 يونيو 1975 في غرينفيل في الولايات المتحدة. نشط حزبياً في الحزب الجمهوري. وقد انتخب عضو مجلس ولاية كارولاينا الجنوبية ‏.

## وصلات خارجية
- الموقع الرسمي